# Coenia palustris
Coenia palustris – gatunek muchówki z rodziny wodarkowatych i podrodziny Ephydrinae.
Gatunek ten opisany został w 1823 roku przez Carla Fredrika Falléna jako Ephydra palustris.
Muchówka o ciele długości około 2,5 mm, ubarwionym czarno z jasnymi przezmiankami. Odnóża mają stopy z zakrzywionymi pazurkami i przylgami. Odwłok cechuje się małym hypopygium.
Owad znany z Hiszpanii, Irlandii, Wielkiej Brytanii, Francji, Belgii, Holandii, Niemiec, Danii, Szwecji, Norwegii, Finlandii, Szwajcarii, Austrii, Włoch, Polski, Litwy, Estonii, Czech, Słowacji, Węgier, Ukrainy, Bułgarii, Makaronezji i wschodniej Palearktyki, w tym Azji Środkowej.